# Чемпіонат Швеції з бенді 1926
 Чемпіонат Швеції з бенді: 1926 — 20-й сезон турніру з хокею з м'ячем (бенді), який проводився за кубковою системою. 
Переможцем змагань став клуб Вестерос СК.

## Турнір

### Чвертьфінал
- ІК «Сіріус» (Уппсала) - ІФ «Веста» (Уппсала) 9-0
- «Юргорден» ІФ (Стокгольм) - Нака СК  4-2
- Вестерос СК - «Єрва» ІС (Стокгольм)  4-1
- ІК «Йота» (Стокгольм) - ІФ «Ліннеа» (Стокгольм)  4-4, 5-4 (дод.)

### Півфінал
- ІК «Сіріус» (Уппсала) - «Юргорден» ІФ (Стокгольм)  2-0
- ІК «Йота» (Стокгольм) - Вестерос СК  2-5

### Фінал
21 лютого 1926, Стокгольм
- Вестерос СК - ІК «Сіріус» (Уппсала)  1-0